# Liberecký seniorát

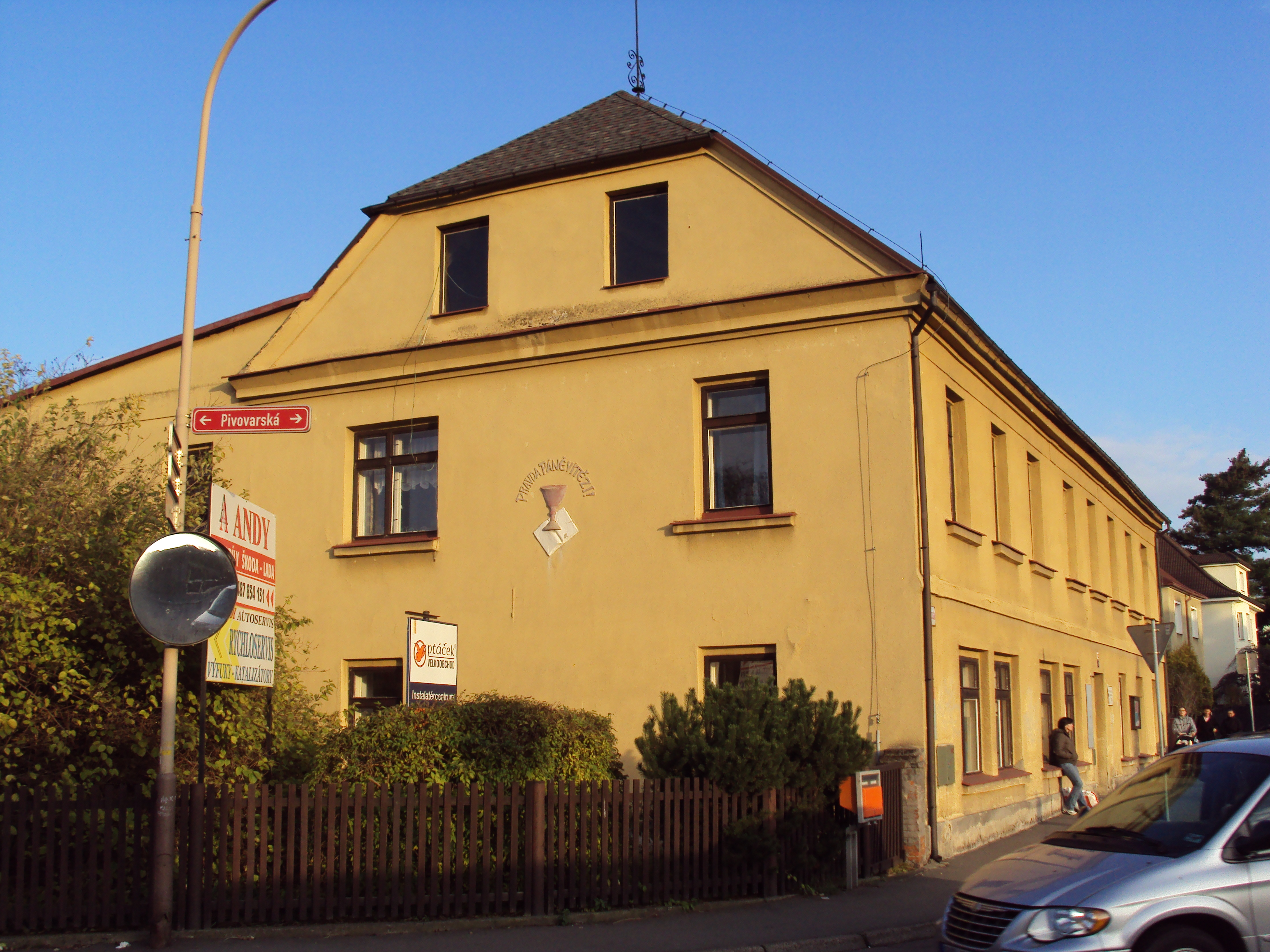
Fara v České Lípě, na začátku Svárova

Liberecký seniorát je seniorát Českobratrské církve evangelické, který zahrnuje evangelické sbory ze severních Čech.
V jeho čele stojí senior Filip Susa, farář v Liberci, a seniorátní kurátor Zdeněk Zezula a jejich náměstci Petra Náhlovská a Marta Ježdíková.
Rozloha seniorátu je 3798 km², zahrnuje 9 sborů, které mají dohromady 1144 členů (k 16. 9. 2024).